# Farrukhnagar
Farrukhnagar là một thị xã của quận Gurgaon thuộc bang Haryana, Ấn Độ.

## Địa lý
Farrukhnagar có vị trí 28°27′B 76°49′Đ / 28,45°B 76,82°Đ Nó có độ cao trung bình là 223 mét (731 feet).

## Nhân khẩu
Theo điều tra dân số năm 2001 của Ấn Độ, Farrukhnagar có dân số 9520 người. Phái nam chiếm 53% tổng số dân và phái nữ chiếm 47%. Farrukhnagar có tỷ lệ 64% biết đọc biết viết, cao hơn tỷ lệ trung bình toàn quốc là 59,5%: tỷ lệ cho phái nam là 73%, và tỷ lệ cho phái nữ là 55%. Tại Farrukhnagar, 14% dân số nhỏ hơn 6 tuổi.